# St. Margareta (Wadersloh)

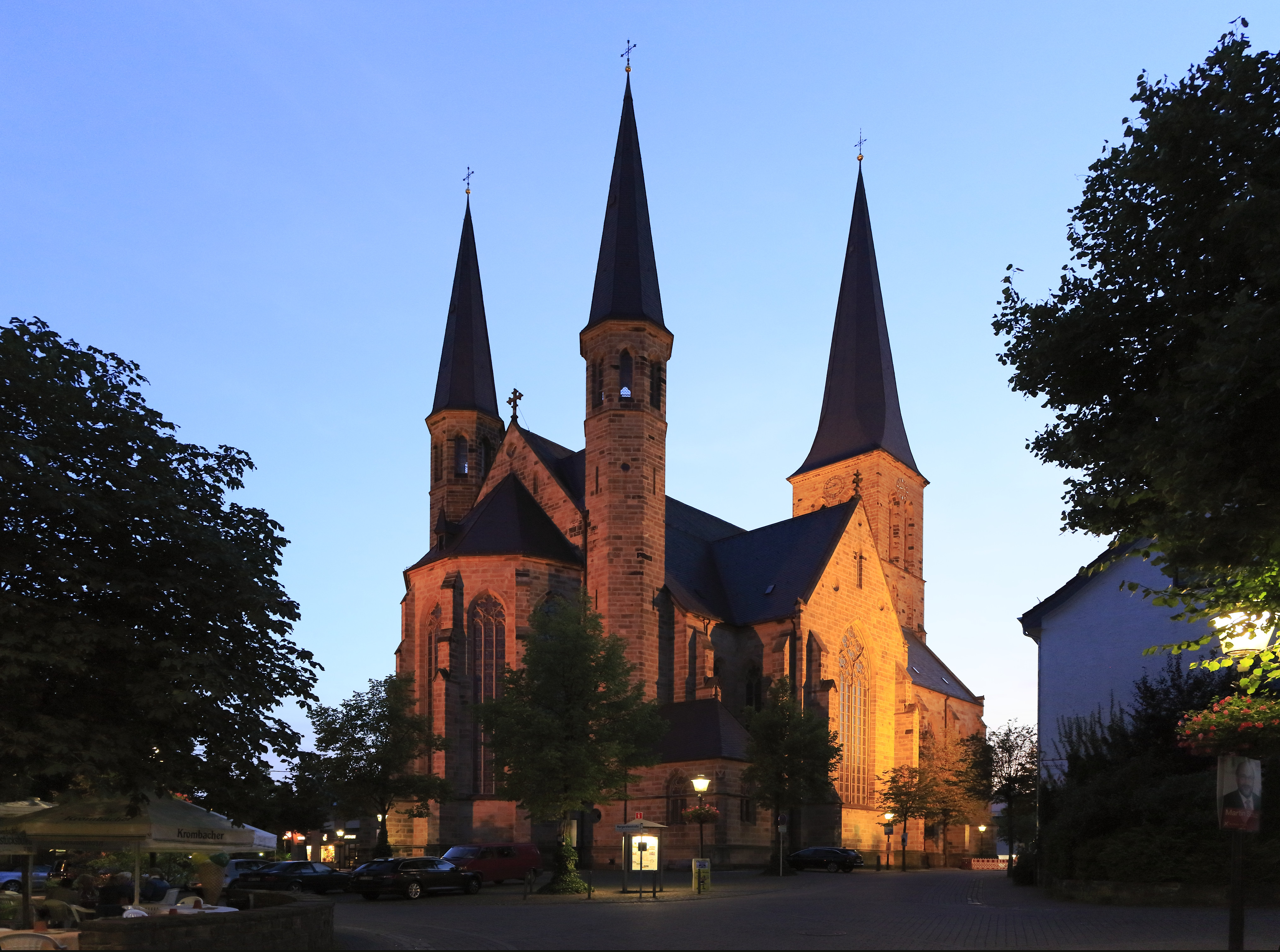
St. Margareta am Abend

Die römisch-katholische Pfarrkirche St. Margareta ist ein denkmalgeschütztes Kirchengebäude in Wadersloh, einer Gemeinde im Kreis Warendorf (Nordrhein-Westfalen). Die Kirche untersteht dem Patrozinium der Hl. Margareta von Antiochien. Die Gemeinde gehört zum Dekanat Ahlen-Beckum im Bistum Münster. Zur Gemeinde gehören die Filialkirchen St. Nikolaus in Wadersloh-Diestedde, St. Cosmas und Damian in Wadersloh-Liesborn, St. Antonius in Langenberg-Benteler und St. Josef in Lippstadt-Bad Waldliesborn.

## Geschichte

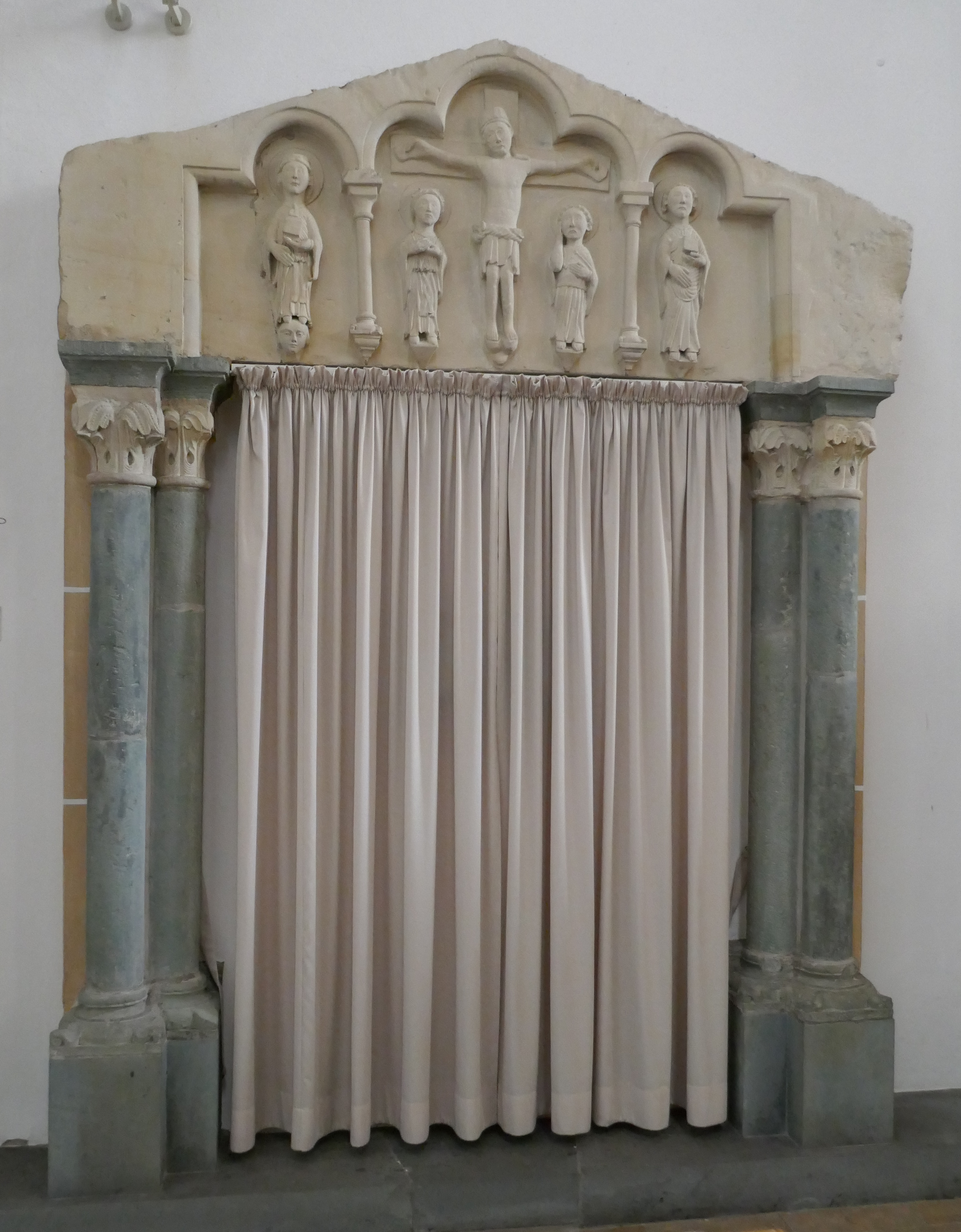
Portal der ersten steinernen Kirche

Die Kirche wurde 1187 in einer Urkunde des Fürstbischofs von Münster Hermann II. von Katzenelnbogen erwähnt, der die Kirche dem Archidiakonat St. Martini in Münster zuordnete. Durch die schwierige Grenzlage – im Osten grenzte die Pfarrei an das Gebiet der Herren von Lippe und im Süden an das Gebiet des Kölner Erzbischofs – kam es immer wieder zu Krieg, Brandschatzungen und Plündereien. Bei einer solchen Plünderung zu Ende des 16. Jahrhunderts, verschwand der wertvolle Margaretenschrein aus dem 12. Jahrhundert.

### Erste Kirche
Die erste Kirche wurde vor 1100 an dieser Stelle gebaut, sie wurde 1121 durch Lothar von Supplinburg und seine Truppen zerstört.

### Zweite Kirche
Ein Kirchengebäude aus Stein ist für 1225 belegt. Die Gewölbe waren spitzbogig; die Seitenschiffe waren niedriger, als das Mittelschiff, beide Seitenschiffe besaßen im Osten zu beiden Seiten des Chors Apsiden. Diese Kirche war der hl. Gottesmutter und der hl Margareta geweiht Über dem Südportal dieses Gebäudes war ein Tympanon mit Inschrift angebracht, das heute im nördlichen Querschiff gezeigt wird. Diese Kirche brannte 1803 bis auf die Grundmauern ab. Dabei wurden auch die Altäre für die Heiligen Margareta, Jakobus d. Ä. und Nikolaus zerstört.

### Dritte Kirche

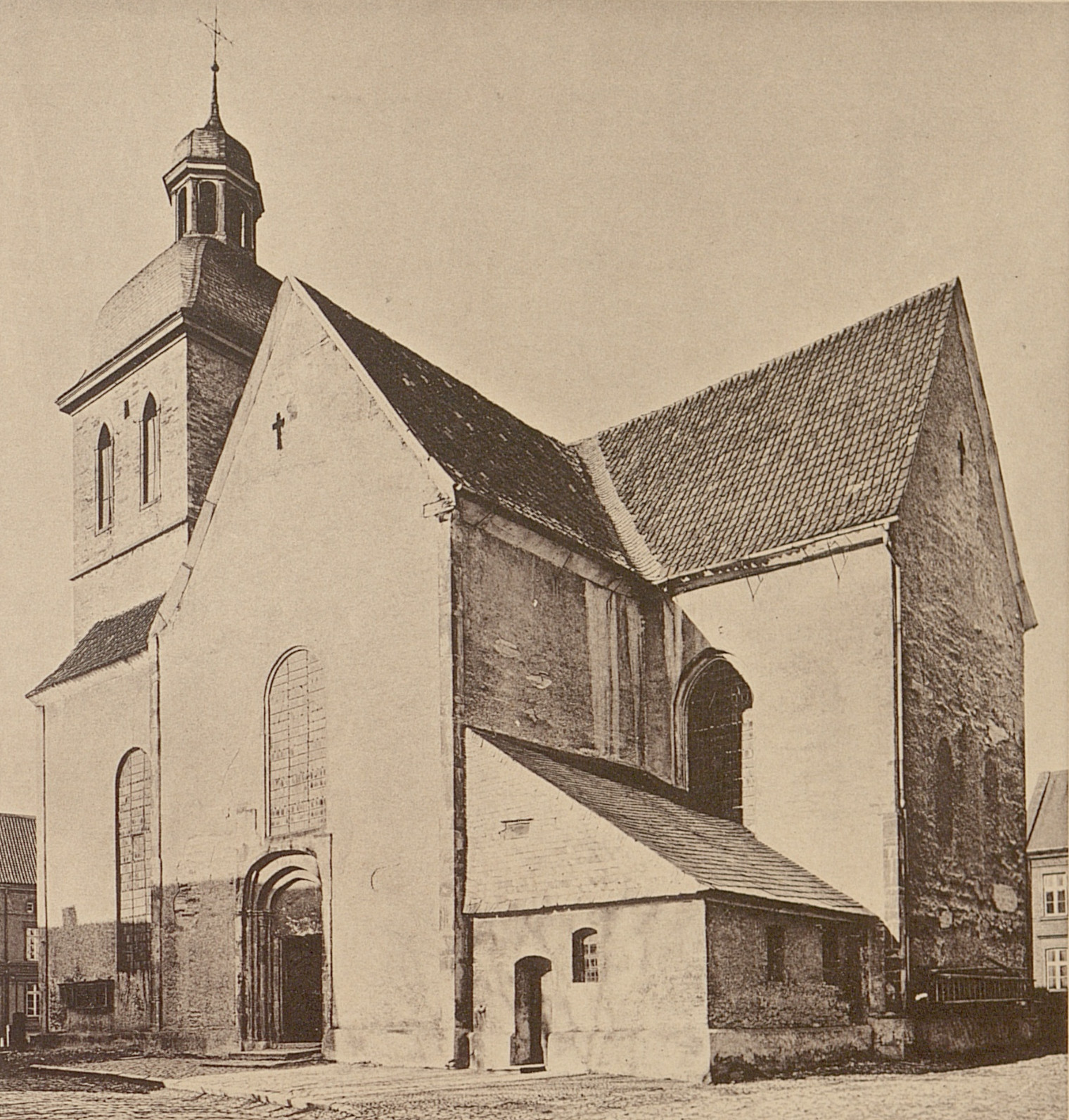
Dritte Kirche

Die kleine Kirche stand inmitten des ehemaligen Kirchhofs, sie war mit einigen Notemporen ausgestattet. Sie wurde 1805 auf den Grundmauern des Vorgängers errichtet, als Baumaterial wurden Steine des aufgelösten Klosters Liesborn verwendet. Sie stand dort, wo sich heute das südliche Querhaus und der Hochchor befinden. Der Kirchturm wurde erst 1823 vollendet. 1856 wurde die Kirche wegen der wachsenden Anzahl der Gemeindemitglieder zu klein, es wurde ein Fonds gegründet, um einen Neubau zu ermöglichen.

### Vierte Kirche
Das neugotische Gebäude wurde 1892–1894 auf dem Grundstück des Vorgängergebäudes nach einem Entwurf des Architekten Wilhelm Rincklake (Münster) unter dem Einfluss des Historismus errichtet. Durch Haussammlungen und Kollekten wurde die veranschlagte Bausumme in Höhe von 300.000 Mark aufgebracht. Der Grundstein wurde am 14. Juni 1892 gelegt; Diözesanbischof Hermann Dingelstad konsekrierte die Kirche am 10. Oktober 1894. Drei umfangreiche Renovierungen wurden vorgenommen; bei der letzten wurde versucht, den neugotischen Charakter wiederherzustellen. Der Grundstein wurde bei der Renovierung im Jahr 1960 ergänzt.
Die Kirche steht frei auf einem gepflasterten Kirchplatz, zur Bauzeit war sie von schmalen Straßen umgeben. Weil der Platz beschränkt war, wurde der Hauptturm in die Kirche eingerückt. Die benötigten Mauerziegel wurden direkt vor Ort gebrannt; das Mauerwerk wurde mit Baumberger Sandstein verblendet.

## Architektur
Die dreischiffige Hallenkirche hat einen kreuzförmigen Grundriss und einen nach Osten ausgerichteten Chor mit einem 5/8-Schluss, der von zwei quadratischen, 56 m hohen Türmen flankiert wird. Das Längsschiff ist ebenfalls 56 m lang und 30 m breit. Der Westturm hat eine Höhe von 88 m. Der Turm ist mit einer Weltkugel, einem Kreuz und einem Wetterhahn bekrönt.
Der weiträumige Innenraum wirkt als neugotisches Gesamtkunstwerk, das Mittelschiff ist 21 m hoch. Die Kreuzrippengewölbe werden von acht freistehenden und vier vorgesetzten Säulen getragen. Gemäß der Liturgiereform des Zweiten Vatikanischen Konzils wurde der Zelebrationsaltar im Zentrum der Vierung aufgebaut, die Kirchenbänke wurden so umgestellt, dass die Besucher den Blick auf den Altar haben. Unter jedem Chorturm befindet sich eine Seitenkapelle, deren Malereien bei der Renovierung im Jahr 1960 zugunsten einer helleren Raumwirkung übermalt wurden.
Die Fenster wurden 1904 nach Entwürfen des Architekten von den Glasmalereiwerkstätten Hertel & Lersch in Düsseldorf angefertigt und eingebaut. Die Ornamentscheiben stammen aus der Werkstatt von Viktor von der Forst in Münster. Die Fenster im Lang- und Querhaus zeigen die 14 Stationen des Kreuzwegs, sie werden durch deutsche Untertitel erklärt. Die fünf dreibahnigen Chorfenster mit Maßwerkverglasung zeigen inhaltlich einen Zyklus zur Verherrlichung Christi, den Mittelpunkt bildet eine Monstranz mit einer darin befindlichen Hostie.

## Ausstattung

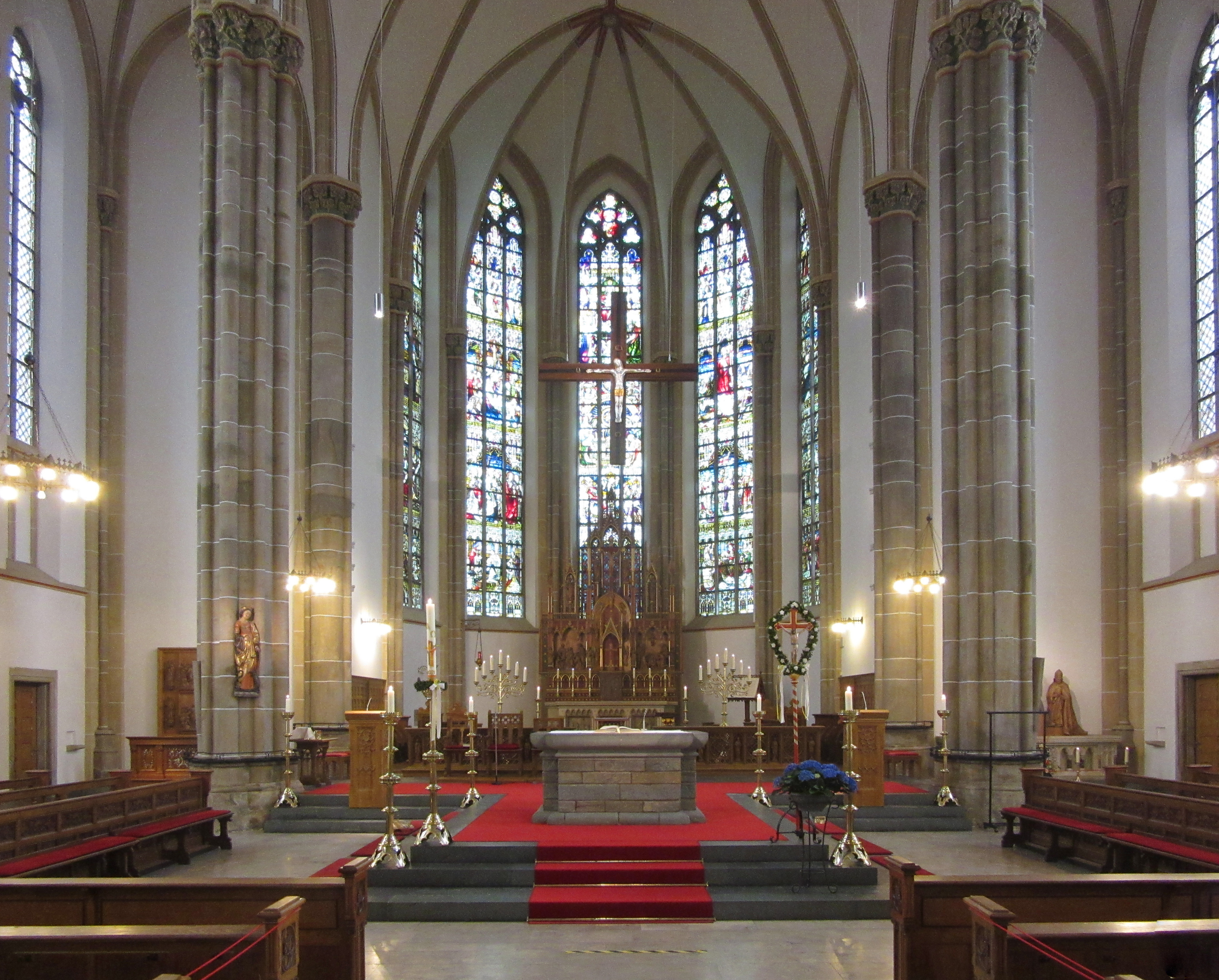
Altarraum

- Der alte Hochaltar wurde 1894 aufgebaut. Die Tür des darauf befindlichen Tabernakels zeigt die Verkündigung; an den Seiten werden die Heiligen Drei Könige und das Weihnachtsgeschehen dargestellt. Ergänzend dazu stehen die Figuren der vier Evangelisten. In der Mensa sind Opferszenen aus dem Alten Testament zu sehen. Das Retabel ist eine Arbeit von Anton Rüller, die Mensa eine von H. Rohling und die Reliefs wurden von Bernhard Frydag geschaffen.[12]
- Der Rosenkranzaltar steht in der südlichen Seitenkapelle, die Figuren mit den Darstellungen der Muttergottes mit dem Jesuskind, wie sie einen Rosenkranz an Dominikus übergibt und Papst Leo mit einer Bulle, wurden 1897 für die Pfarrkirche in Liesborn angefertigt.
- Der Taufstein stammt aus dem 15. Jahrhundert.[13]
- In der Trägerschaft des LWL befindet sich in der Gemeinde eine Bücherei.[14]
- Die Statue des Hl. Nepomuk wurde um 1750 geschaffen.
- Die Beichtstühle wurden 1905 von W. Niehus gebaut.
- Die Figur der Muttergottes mit dem Jesuskind wurde 1960 von Heinrich Gerhard Bücker in Vellern im damaligen Zeitgeschmack geschaffen.
- Die Strahlenkranzmadonna aus der Zeit um 1750 zeigt Maria auf der Mondsichel mit der Schlange unter den Füßen.
- Der Liturgiealtar in der Vierung wurde 1972 auch von Bücker aus alten Grabsteinen und den Sockelsteinen der zweiten Kirche gebaut.
- Das Triumphkreuz von 1961, ebenfalls von Bücker, besteht aus westfälischer Mooreiche, der Korpus ist mit Gold und Silber beschlagen.[15]
- Das Halbrelief von 1520 der Margareta von Antiochien hängt an der Säule neben dem Hochaltar.
- Das Tympanon aus der Zeit um 1190 zeigt die Kreuzigungsszene.
- Die Pietà fertigte 1931 der Bildhauer H. Löppenberg aus Wadersloh.
- Die ehemalige Kommunionbank und das Chorgestühl sind Schnitzarbeiten, die von 1897 und 1905 in der Werkstatt von H. Rincklake in Münster gefertigt wurden. Sie sind nicht mehr vollständig erhalten. Bei der Renovierung im Jahr 1960 wurde bei dem Chorgestühl, dem damaligen Zeitgeschmack entsprechend, das obere Zierwerk entfernt. Einige erhaltene Teile des Gesprenges wurden in einen Altar der Chorkapelle eingefügt. Die ehemalige Kommunionbank wurde zerschnitten. Zwei der Teile dienen als Abschluss der Chorkapelle.[16]

### Orgel

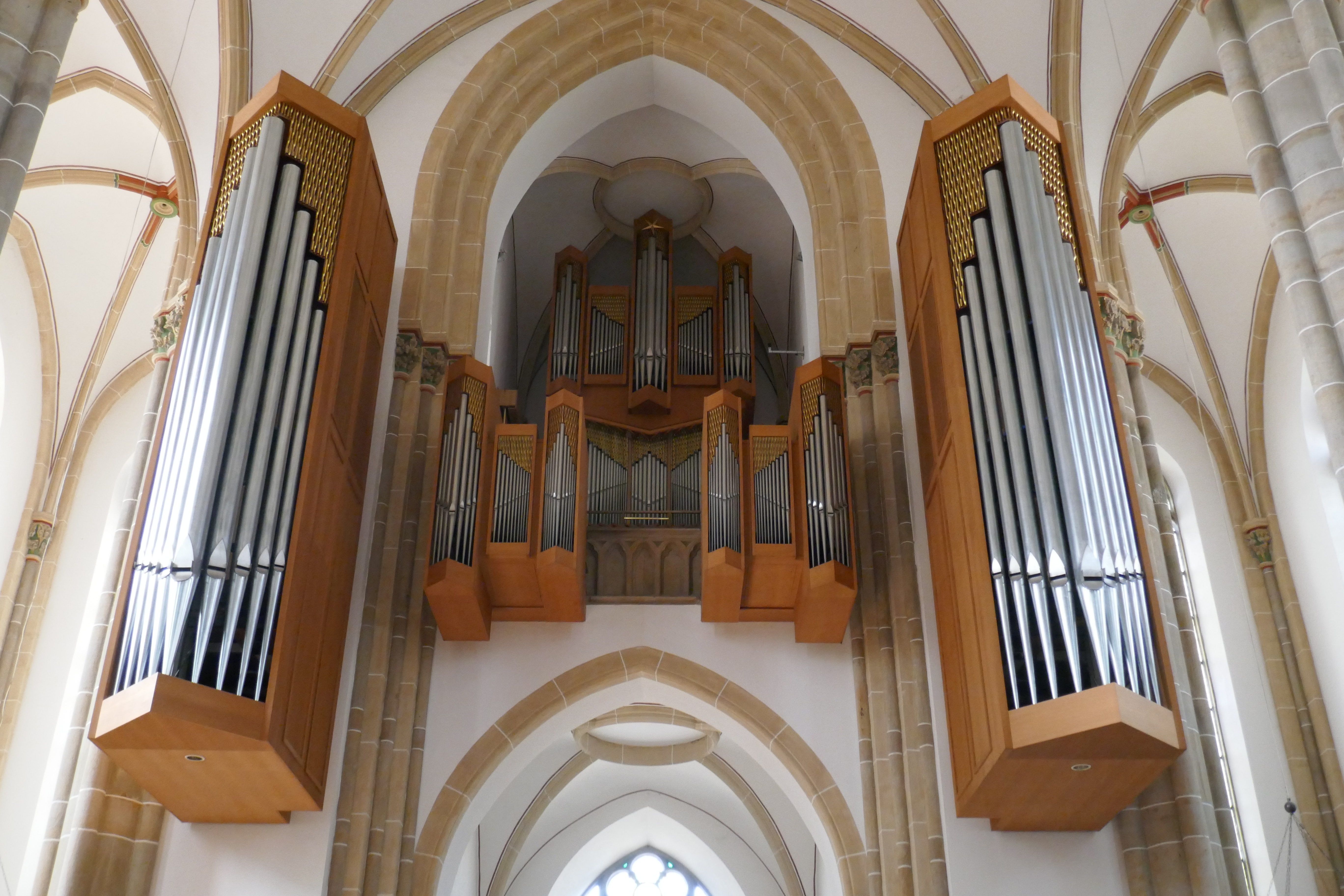
Orgel

1947 baute die Werkstatt Klingenhengel in Münster eine neue Orgel mit 42 Registern und einer elektronischen Register- und Spieltraktur ein. Schon nach zwölf Jahren war wegen des minderwertigen Materials aus der Nachkriegszeit eine umfassende Reparatur nötig. Ein Orgelsachverständiger befand 1976: Ihre Orgel ist nicht mehr zu reparieren. Gestatten Sie mir den Vergleich mit einem schrottreifen Auto, das durch neue Lampen oder sonstige Einzelteile auch nicht wieder verkehrssicher gemacht werden kann. Die Orgel wurde abgebrochen, den Zuschlag für einen Neubau bekam die Orgelbauwerkstatt Gebrüder Stockmann. Ende 1978 wurden das Haupt- und das Schwellwerk und Ende 1981 das Pedalwerk und das Rückpositiv in Betrieb genommen. Das Instrument verfügt über 46 Register, eine mechanische Spieltraktur und eine elektrische Registertraktur. Insgesamt wurden 3544 Orgelpfeifen eingebaut.
| I Rückpositiv C–a3 |                   |        |
| 1.                 | Holzgedackt       | 08'    |
| 2.                 | Quintade          | 08'    |
| 3.                 | Praestant         | 04'    |
| 4.                 | Rohrflöte         | 04'    |
| 5.                 | Prinzipal         | 02'    |
| 6.                 | Larigot I–II      | 01 ⁄3' |
| 7.                 | Sesquialter I–III | 02 ⁄3' |
| 8.                 | Scharff IV        | 01'    |
| 9.                 | Dulzian           | 16'    |
| 10.                | Cromorne          | 08'    |
|                    | Tremulant         |        |

| II Hauptwerk C–a3 |                      |        |
| 11.               | Pommer               | 16'    |
| 12.               | Prinzipal (Prospekt) | 08'    |
| 13.               | Bourdon              | 08'    |
| 14.               | Oktave               | 04'    |
| 15.               | Blockflöte           | 04'    |
| 16.               | Superoktave          | 02'    |
| 17.               | Cornet (ab fis0)     | 08'    |
| 18.               | Mixtur IV–VI         | 01 ⁄3' |
| 19.               | Cymbel III           | 01⁄2'  |
| 20.               | Trompete             | 16'    |
| 21.               | Trompete             | 08'    |
| 22.               | Clarion (frz.)       | 04'    |
|                   | Tremulant            |        |

| III Schwellwerk C–a3 |                   |         |
| 23.                  | Quintade          | 16'     |
| 24.                  | Rohrgedackt       | 08'     |
| 25.                  | Viola di Gamba    | 08'     |
| 26.                  | Schwebung (ab c0) | 08'     |
| 27.                  | Prinzipal         | 04'     |
| 28.                  | Holztraverse      | 04'     |
| 29.                  | Nasard            | 02 ⁄3'  |
| 30.                  | Waldflöte         | 02'     |
| 31.                  | Terz              | 01 3⁄5' |
| 32.                  | Sifflöte          | 01'     |
| 33.                  | Mixtur V          | 02'     |
| 34.                  | Fagott            | 16'     |
| 35.                  | Oboe (frz.)       | 08'     |
|                      | Tremulant         |         |

| Pedalwerk C–f1 |                   |         |
| 36.            | Prinzipal         | 16'     |
| 37.            | Subbass           | 16'     |
| 38.            | Quintbass         | 10 2⁄3' |
| 39.            | Oktave            | 08'     |
| 40.            | Nachthorn gedackt | 08'     |
| 41.            | Oktave            | 04'     |
| 42.            | Zink III          | 05 1⁄3' |
| 43.            | Hintersatz IV     | 02'     |
| 44.            | Posaune           | 16'     |
| 45.            | Trompete          | 08'     |
| 46.            | Schalmey          | 04'     |

- Koppeln: I/II, II/I, III/I, III/II, I/P, II/P, III/P

### Glocken
| Nr. | Name       | Gussjahr | Gießer                  | Durchmesser (mm) | Gewicht (kg) | Nominal |
| --- | ---------- | -------- | ----------------------- | ---------------- | ------------ | ------- |
| 1   | Emmanuel   | 1947     | Albert Junker, Brilon   | 1860             | 3684         | a0      |
| 2   | Maria      | 1947     | Albert Junker, Brilon   | 1560             | 2205         | c1      |
| 3   | Margareta  | 1947     | Albert Junker, Brilon   | 1380             | 1530         | d1      |
| 4   | Joseph     | 1947     | Albert Junker, Brilon   | 1230             | 1112         | e1      |
| 5   | Ludgerus   | 1947     | Albert Junker, Brilon   | 1040             | 652          | g1      |
| 6   | Antonius   | 1947     | Albert Junker, Brilon   | 920              | 458          | a1      |
| 7   | Maria      | 1922     | Petit & Gebr. Edelbrock | 780              | 260          | c2      |
| 8   | Augustinus | 1947     | Albert Junker, Brilon   | 650              | 184          | es2     |